# Borys Delone
Borys Mikołajewicz Delone (także Delaunay, ros. Борис Николаевич Делоне; ur. 15 marca 1890 w Petersburgu, zm. 17 lipca 1980 w Moskwie) – rosyjski matematyk. Zajmował się algebrą, geometrią liczb i krystalografią. W 1934 roku wprowadził pojęcie triangulacji Delone, która nosi jego nazwisko.